# Spießgeselle
Ein Spießgeselle ist im heutigen Sinne ein Mittäter, Komplize oder Handlanger. Laut Duden auch abwertend ein Helfershelfer oder scherzhaft ein Kumpan.

## Begriffsgeschichte
Im 16. Jahrhundert wurde mit dem Begriff der mit einem Spieß kämpfende Waffengefährte’ (vgl. Geselle) bezeichnet. Gemeint waren damit meist rekrutierte Bauern ohne militärische Ausbildung, die nur einfache Waffen führen durften. Bereits im 17. Jahrhundert benutzte man diesen Begriff abwertend für einen Mittäter in einer üblen Sache’. Den pejorativen Sinn erhielt das Wort wohl durch den schlechten Ruf, „den in älterer Zeit Landsknechte und Soldaten genießen.“ Anfang des 20. Jahrhunderts nannte man mit dem Begriff Spießgesellen „Waffenbrüder“, der „aber nur für zu schlechten Zwecken bewaffnete Banden gebraucht“ wurde.